# Madame Tallien (film 1916)

## Trama
La marchesa Teresa di Fontenay, innamoratasi del giornalista Jean Guery, divorzia da suo marito con l'intenzione di sposare il suo amato, ma lo scoppio della Rivoluzione francese impedisce le nozze. Guery, sostenitore della monarchia, si dà alla clandestinità ma, caduto in una imboscata, viene catturato dai sanculotti che lo trascinano in giudizio. Il processo viene presieduto dall'incorruttibile Robespierre. Tallien, membro del Comitato di salute pubblica, si invaghisce di Teresa, che promette di essere sua solo se salverà Guery dalla condanna a morte. Tallien attacca Robespierre che viene deposto e condannato alla ghigliottina, ma il vento di fronda si rivolgerà poi anche verso Tallien che cade in disgrazia. Guery viene quindi giustiziato e Teresa resterà sola.

## Produzione
La Palatino Film di Roma mette in scena una sontuosa realizzazione di un dramma storico scritto da Victorien Sardou e Émile Moreau, intitolato anche Robespierre e già film omonimo girato in Francia nel 1911 da Camille de Morlhon. Il dramma si ispirava alla figura realmente esistita di Teresa Cabarrus, che ebbe quale secondo marito Jean-Lambert Tallien e ne condizionò l'orientamento politico, determinando la caduta di Robespierre.

## Restauro
Nel 1995 la Cineteca di Bologna ha recuperato un negativo camera nitrato senza didascalie dall'archivio Pittaluga e una copia positiva con didascalie francesi, conservata dalla Cinémathèque française. Dalle due è stata ricavata una pellicola pressoché completa (mancano solo 400 metri).